# 강관순
강관순(康寬順(필명(筆名)은 강철(康哲)), 1909년 4월 8일 ~ 1942년 8월 6일)은 대한제국 독립운동가이고 시인 겸 수필가이자 정치가이다. 호(號)는 구평(舊坪)이다.

## 생애

### 주요 이력
전라남도 제주군 구좌면 연평리(舊左面 演坪里) 929번지에서 출생하였으며 지난날 한때 전라남도 나주를 거쳐 경기도 이천에서 잠시 유아기를 보낸 적이 있는 그는 1928년 제주공립농업학교(濟州公立農業學校)를 졸업한 뒤 영명학교(永明學敎) 교사로서 야학을 통한 계몽운동을 전개하였으며 시문학가로도 활약하였다. 또한 동아일보 기자로 활동하면서 강철(康哲)이라는 필명으로 항일의식을 고취하는 글들을 기고하기도 하였다. 
1930년 3월 전라남도 제주군 구좌면(舊左面, 현재 대한민국 제주도 제주시 구좌읍) 세화리(細花里)에서 신재홍(申才弘)·오문규(吳文奎) 등과 함께 비밀결사 혁우동맹(革友同盟)을 조직하고 항일운동을 전개했다. 혁우동맹은 제주청년동맹과 그 산하지부들이 일제의 탄압으로 활동이 어렵게 되자, 비밀결사 형태로 새롭게 조직된 사회주의 단체였다. 혁우동맹은 주로 청년을 대상으로 사회주의 사상의 고취 및 대중 계몽을 활동의 주요 방침으로 정하고 있었다. 이때 그는 청년부 책임을 맡아 청년단원 포섭에 힘을 쏟았다. 
혁우동맹은 1931년 6월 상순 시절 조선공산당(朝鮮共産黨) 제주도 야체이카로 새롭게 조직을 정비해 갔는데, 그는 당외기관 책임자로 선임되었다. 제주도 야체이카는 구좌면 등지의 해녀들을 대상으로 항일의식을 고취시키는 등 사회 각 방면의 운동단체를 지도하는 주도적 역할을 수행했다. 1932년부터 구좌면을 중심으로 일어난 제주 해녀의 항일시위운동에는 제주도야체이카의 역할이 크게 작용하였다. 당시 제주 해녀들은 해녀어업조합의 어용화와 해산물 매수가격을 둘러싼 부정에 항의하여 시위운동을 전개하였다. 일제는 1,000여 명의 해녀들이 세화주재소까지 몰려와 시위를 벌이는 등 그 여파가 거세지자, 해녀 및 청년운동가들을 대대적으로 검속하였다. 해녀대표 3인을 구속하고, 해녀 시위의 배후 조직으로 강창보(姜昌輔)를 비롯한 100여 명의 사회주의 운동가를 체포하였다. 
강관순은 이때 일경에 체포되어 경상북도 대구복심법원에서 징역 2년 6개월형을 선고받고 옥고를 치렀으며 만기출감 후 일가를 데리고 함경북도 청진(淸津)으로 이사를 하였지만, 결국 옥중에서 받은 고문의 후유증으로 투병 생활을 계속하다가 1943년 숨을 거두었다.

## 사후
대한민국 정부에서는 고인의 공훈을 기리고자 2005년 8월 15일을 기하여 대한민국 건국훈장 애족장을 추서하였다. 그의 유해는 국립 대전현충원에 안장되어 있다.